# Шериф, Махамат Зене
Шериф Махамат Зене (фр. Mahamat Zene Cherif. араб. محمد زين شريف‎; род. 1964, Бильтин, Французская Экваториальная Африка) — чадский политический и государственный деятель, дипломат, министр иностранных дел Чада (2017—2020, 2021—2022). Специальный представитель Генерального секретаря ООН.

## Биография
Окончил юридический факультет Киевского университета им. Тараса Шевченко. С 1993 года работает в МИДе Чада. Работал на различных других государственных должностях, был бизнес-директором компании Air Chad в 1997 и 1998 годах.
В 2007—2013 годах был послом Чада в Эфиопии и постоянным представителем Чада в Африканском союзе и Экономической комиссии ООН по Африке.
В 2017—2020 и 2021—2022 годах занимал пост министра иностранных дел Чада.
В декабре 2014 года представлял Чад в качестве постоянного члена в Совете Безопасности ООН.
В мае 2021 года Шериф был назначен министром иностранных дел Чада.
19 сентября 2022 года подал в отставку с поста министра иностранных дел.